# Hnojice
Obec Hnojice (německy Gnoitz) se nachází v okrese Olomouc v Olomouckém kraji. Leží na Hané, asi 5 km západně od Šternberka. Žije zde 646 obyvatel.

## Název
Na vesnici bylo přeneseno původní pojmenování jejích obyvatel Hnojici (v nejstarším dokladu z asi 1141 Gnoici ještě neprovedena pravidelná hlásková změna g > h), které bylo odvozeno od osobního jména (přezdívky) Hnój a jehož význam byl "Hnojovi lidé".

## Historie
Znak obce ve tvaru štítu je zeleně podbarven a jsou na něm kosmo položené vidle, šikmo přeložené stříbrným rýčem. Obojí vztyčené, stříbrné na zlatých násadách, provázené nahoře lilií a dole hvězdou, obojí zlaté.
První písemná zmínka o obci pochází z nedatované listiny vztahující se pravděpodobně k roku 1141, kdy je uváděna jako majetek olomoucké kapituly. Koncem 14. století však už Hnojice patřily ke šternberskému panství, a to až do roku 1850, kdy se staly samostatnou obcí v politickém a soudním okrese Šternberk. K roku 1466 se také uvádějí jako městečko, ale po třicetileté válce z nich byla opět vesnice. Vždy šlo o národnostně českou ves, která po roce 1939 tvořila hraniční obec Protektorátu.
| Rok      | 1869 | 1880 | 1890 | 1900 | 1910 | 1921 | 1930 |
| -------- | ---- | ---- | ---- | ---- | ---- | ---- | ---- |
| Obyvatel | 799  | 856  | 895  | 892  | 924  | 984  | 923  |
| Domů     | 115  | 118  | 124  | 125  | 129  | 132  | 153  |
| Rok      | 1950 | 1961 | 1970 | 1980 | 1991 | 2001 | 2011 |
| Obyvatel | 661  | 641  | 621  | 573  | 558  | 560  | 580  |
| Domů     | 170  | 182  | 176  | 161  | 187  | 186  | 195  |

1. ↑  Z toho 884 osob národnosti československé, 30 německé a 9 ostatních.[10]

## Pamětihodnosti
- kostel Nanebevzetí Panny Marie, postaven v letech 1807–1814
- kaple svatého Floriána
- fara z roku 1760 (výzdoba od J. K. Handkeho[7])
- socha sv. Jana Nepomuckého z roku 1732
- socha Panny Marie Immaculaty z roku 1891
- kříž s Kalvárií
- pomník obětem první světové války od J. Pelikána[7]
- smírčí kříž u cesty na Moravskou Huzovou

## Společenský život
V obci se nachází dvě hospody a vinárna. Od roku 1882 v obci působí sbor dobrovolných hasičů. Samospráva obce od roku 2010 pravidelně vyvěšuje moravskou vlajku.

## Galerie

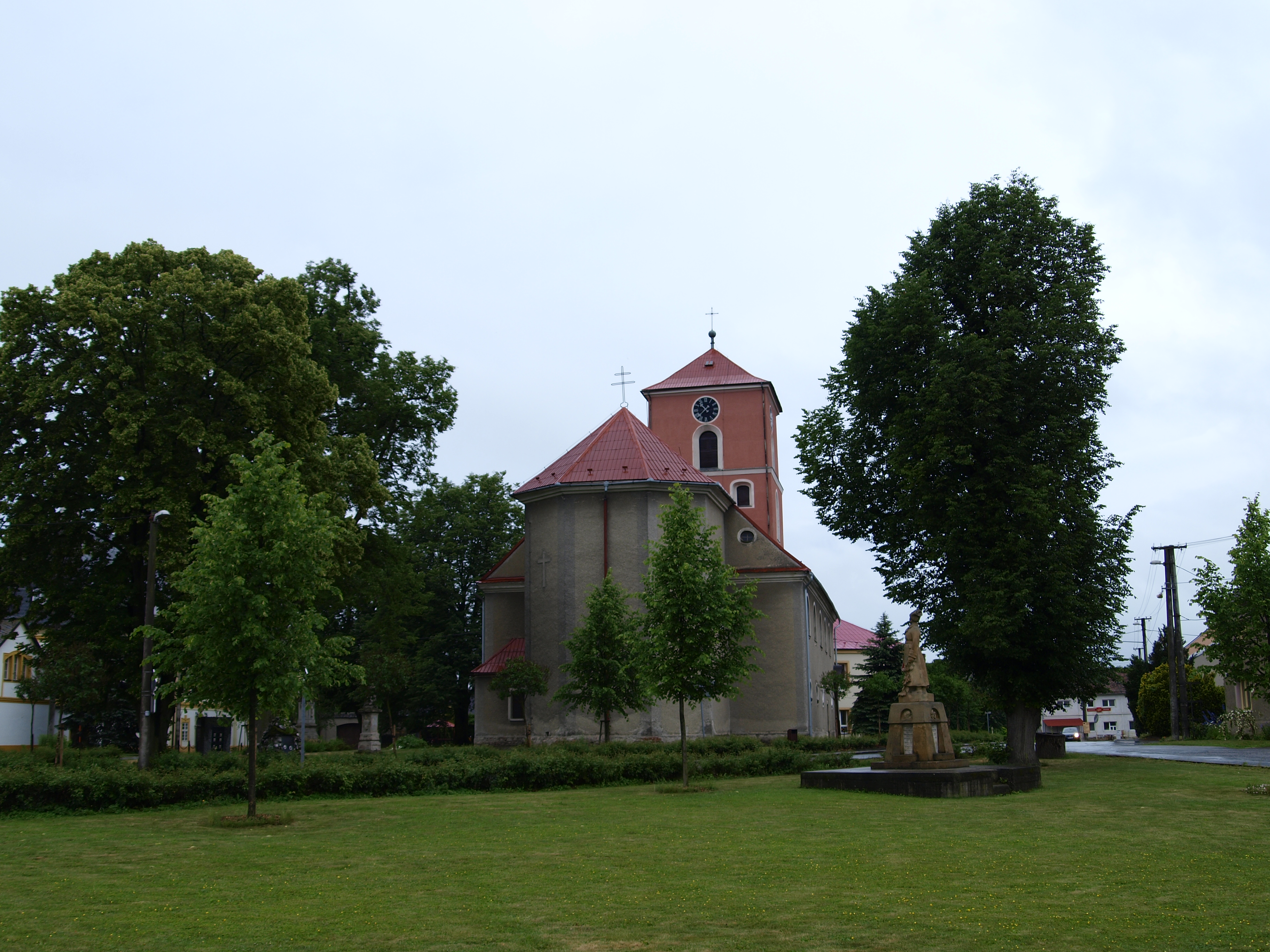
Náves s kostelem
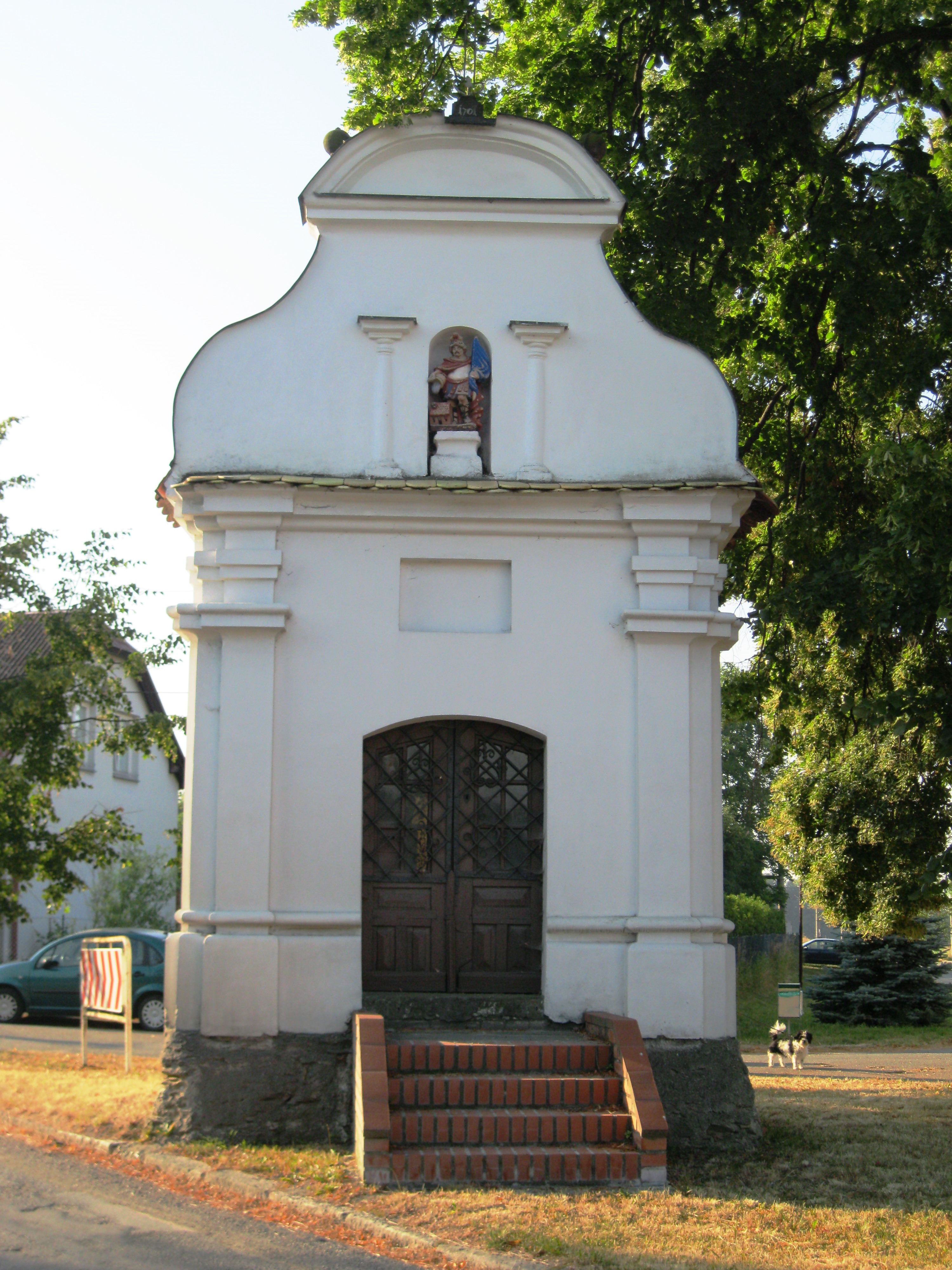
Kaple sv. Floriána
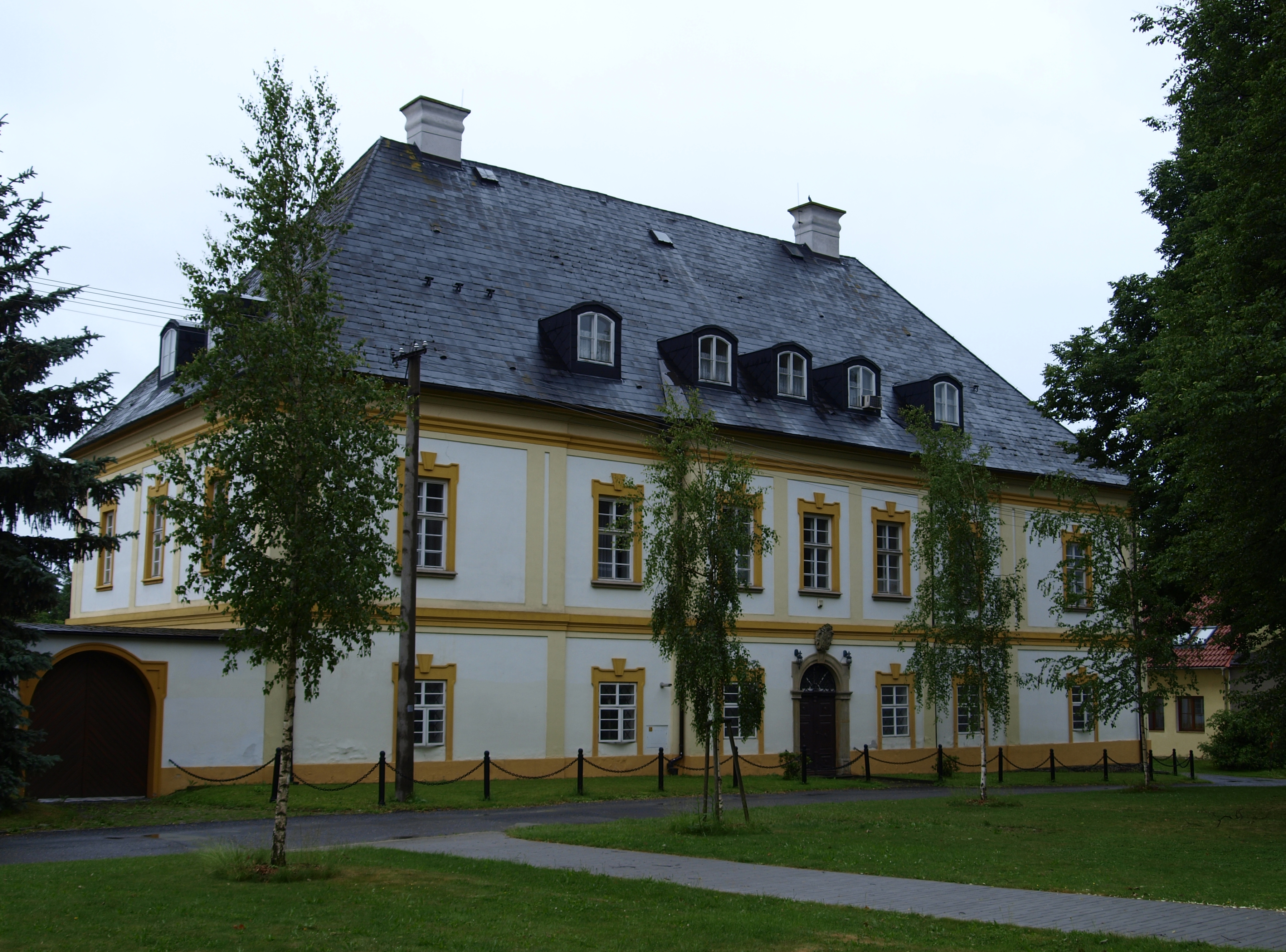
Fara